# Stražisko
Stražisko település Csehországban, a Prostějovi járásban. Stražisko Suchdol, Ptení, Přemyslovice és Konice településekkel határos. Lakosainak száma 442 fő (2024. január 1.).

## Népesség
A település lakosságának változását az alábbi diagram mutatja:
| Lakosok száma | 682  | 673  | 753  | 664  | 499  | 414  | 437  | 430  | 417  | 442  |
|               | 1869 | 1900 | 1921 | 1961 | 1980 | 2011 | 2016 | 2019 | 2021 | 2024 |

## Nevezetes személyek
Itt halt meg Otto Wichterle vegyész